# Long Creek (Guiana)
Long Creek é uma vila localizada a 24,5 km da Rodovia Soesdyke-Linden, na região de Demerara-Mahaica, na Guiana. Long Creek está escondido no final de uma trilha na estrada.
Não há eletricidade na vila, exceto para geradores a diesel privados. A economia baseia-se na agricultura de subsistência, pesca e produção de carvão.
Long Creek tem duas igrejas e uma escola primária. O Cottage Health Center é a unidade de saúde mais próxima.